# Zygophylloideae
Zygophylloideae, potporodica dvoliskovica (dio reda Zygophyllales), koja dobiva ime po rodu Zygophyllum. 
Sastoji se od 7 rodova.

## Rodovi
- Melocarpum (Engl.) Beier & Thulin (2 spp.)
- Fagonia L. (36 spp.)
- Augea Thunb. (1 sp.)
- Tetraena Maxim. (36 spp.)
- Zygophyllum L. (45 spp.)
- Miltianthus Bunge (1 sp.)
- Roepera A.Juss. (60 spp.)

|  | Zajednički poslužitelj ima još gradiva o temi Zygophylloideae |
|  | Wikivrste imaju podatke o taksonu Zygophylloideae             |